# 上海益民食品一厂
上海益民食品一厂（简称益民一厂），是一家总部位于中国上海市的食品生产企业，隶属于光明食品（集團）公司旗下上海益民食品一厂（集团）有限公司，前身为1913年由美国商人海宁生创立的海宁洋行，1949年被收为国有后，改名为新华蛋品厂，1950年2月27日改名为“华东工业部益民工业公司第一食品厂”，1953年6月26日改为现名。今天的上海益民食品一厂，是指由上海梅林正广和股份有限公司收购香港屈臣氏集团在上海屈臣氏益民食品有限公司中持有的全部股权，并将梅林正广和集团下属的冷饮企业进行资产重组而组建成的上海益民食品一厂有限公司。

## 历史

### 中华民国时期

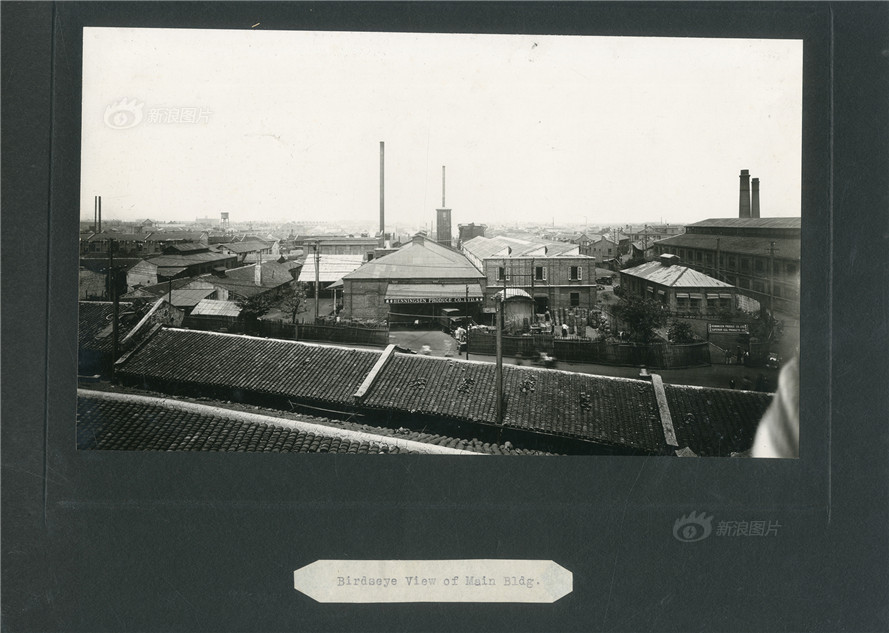
1930年代的上海海宁洋行，此为上海益民食品一厂的前身。

1913年（民国2年），美国商人海宁生（A.P．Henningsen）在上海沙泾港路250号（今虹口区贯中路51号或香烟桥路13号）创立海宁生洋行（Henningsen Produce Co.），不久更名為海寧洋行。海寧洋行从事蛋制品制作，是中国蛋品出口美国的第一家公司。1926年（民国15年），海宁洋行从美国购进机器，生产棒冰，形状为圆柱形，以美女牌（Hazelwood）为注册商标，日产量2,000－3,000支。1929年改組為有限公司。1932年（民国21年），该厂建起一座四层楼高的钢筋水泥结构的冷饮生产车间，并开始开始生产各种口味的棒冰、冰淇淋、冰砖等冷饮产品，同时将该厂生产的棒冰改为扁长梯形形状。当时，美女牌在上海冷饮市场具有垄断地位，而海宁洋行也是中国第一家大规模生产冷饮的工厂。
1941年太平洋戰爭爆發後，欧美商人在上海开办的食品企业均被日军接管。抗战胜利后的1946年，美商收回海寧洋行。1947年（民国36年）8月，国民政府联勤总部买下了海宁洋行，改名为“上海粮服实验工厂”，不久又更名為“第一粮秣厂第五工场”，生产军用口粮。
中国共产党前中央委员会总书记江泽民曾于1947年进入海宁洋行工作，担任动力科技术工程师。

### 中华人民共和国建国初期

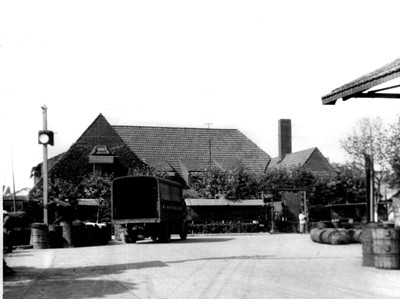
1950年代初期的上海益民食品一厂

1949年5月27日，上海戰役結束，中国人民解放军进驻上海。同年，中国人民解放军上海市军事管制委员会接管了该厂，接受社会主义改造，并改名为“新华蛋品厂”，成为上海食品行业中首批国营企业。1950年开始恢复糖果、冷饮、巧克力生产。同年2月27日，华东军政委员会工业部开始筹建益民工业公司，并将该厂更名为“华东工业部益民工业公司食品第一厂”。1953年6月26日，该厂又改名为“国营上海益民食品一厂”，一直使用至今。
1950年代初，上海的冷饮市场几乎被洋货垄断。当时任益民食品一厂副厂长的江泽民认为，中国要有自己的冷饮品牌。而益民食品一厂生产冷饮的设备，就是过去用来生产美女牌棒冰，但不能重复别人的牌子再叫美女牌。经过江泽民的提议，这一新品牌的冷饮取名为“光明牌”，寓意“解放了，天亮了，新中国一片光明”，表达了解放后人民对光明的向往之情。这一商标是由该厂职工梁铭设计的，商标中间是熊熊燃烧的火炬，周围是熠熠生辉的光芒；而56根射线，代表了中国56个民族，如喷薄而出的旭日。在此之后，光明牌商标的使用逐步扩展到罐头、代乳粉、奶粉、糖果、巧克力、饮料等产品。

1950年代，在装有“光明问世”标语的宣传车上，益民食品一厂的女工向上海市民宣传光明牌冷饮。

1950年5月，光明牌棒冰开始投入生产。为了让上海市民了解光明牌，当时益民食品一厂采取多种措施，向上海市民大肆宣传光明牌冷饮，与垄断市场的美女牌棒冰竞争。除了在电台广播和报纸上刊登广告，益民食品一厂的工作人员还把一辆美国生产的旧汽车改装成宣传车，车头装上“光明问世”四个大字和火炬形的商标，并装上麦克风。这辆宣传车从厂里出发，经过其美路（今四平路）、迪斯威路（今溧阳路），过嘉兴路桥到吴淞路，一直到外滩、大世界，再到维多亚路（延安东路），然后再回到工厂。在宣传车上，站着一位漂亮的女工，手捧光明牌宣传品，向沿途市民宣传“光明”牌，并不断广播出“国营工厂是人民的工厂，请食用自己工厂的产品”及“中国人食用中国货”的标语。经过了多种形式的宣传，光明牌在市场上确立了地位，销售量一举超过美女牌。此后，益民食品一厂受到了华东工业部时任领导汪道涵的赞扬。当时益民食品一厂共建立了10多条冰淇淋生产线、5条雪糕生产线，成为中华人民共和国成立后，第一家以工业化方式大规模生产冷饮的企业。至1959年，美女牌商标正式停用，该厂生产的冷饮，统一使用光明牌商标。
1950年6月25日，朝鲜战争爆发。当时，罐头食品成为军需的重要产品。而上海益民食品一厂在6月26日接到了政府的特殊任务，要求生产军需罐头。之后益民食品一厂的干部和工人开始为朝鲜战争参战的士兵生产猪肉和牛肉罐头等军需食品，并生产适应飞行员特殊需求的食品，还向驻扎在江湾地区的苏联飞行员提供冰淇淋等冷饮。
1958年，益民食品一厂与益民食品三厂、华懋制罐厂、黄兴泰制罐厂、康可达糖果厂等10多家厂合并。1960年开始生产白熊牌中冰砖，是中国第一批出口的冷饮品种；并于1961年起试制外销巧克力，开拓了港澳、东南亚市场；1965年在中国境内首次试制了西瓜酱和蚕豆罐头，取得成功，并出口到中东地区。文化大革命期间，该厂生产管理遭到严重破坏，管理混乱，质量事故频繁，影响了产品出口与名牌声誉。但在1970年代，为援助马耳他政府，该厂成功研制了中国第一台巧克力自动调绞浇注成型的生产线、并研制了消除蘑菇平酸菌的新工艺、蘑菇原料低二氧化硫护色新工艺、冷藏火腿按摩新工艺、冰淇淋二次均质新工艺；青豆产地脱壳新工艺等。

### 改革开放后至今
中共十一届三中全会（中国改革开放）以后，该厂通过企业整顿，加强基础管理，使得生产秩序得到了恢复。1983年－1985年，益民食品一厂先后引进了丹麦、瑞典、意大利等国的冰激凌生产线，生产能力迅速提高，且利润得到了大增。
1990年，该厂年产罐头16,695吨，冷饮14,709吨，糖果4,641吨，全厂有职工3,814人，占地面积64,305平方米，建筑面积77,001平方米。当年年产值18,026万元（人民币，下同），销售额17,643万元，出口额8,767万元，实现利税1,035万元，并列入全国500家最大企业之一。同年，益民食品一厂生产新型光明牌棒冰，花色品种以赤豆棒冰为主，重量从原来的40克增加为75克。1993年7月，上海益民食品一厂与香港屈臣氏集团合资成立了“上海屈臣氏益民食品有限公司”，主要生产“曼登琳”和“迪妮”品牌冷饮和巧克力。
但在1990年代初，随着洋品牌大举进入、国内新兴品牌夹击，光明牌冷饮销量不断下降。为振兴民族品牌，1997年12月，以“光明”为企业商号的光明食品有限公司成立。1999年9月，在经过上海梅林正广和股份有限公司收购香港屈臣氏集团在上海屈臣氏益民食品有限公司中持有的全部股权，并将梅林正广和集团下属的冷饮企业进行资产重组后，上海益民食品一厂有限公司正式成立。
2004年，因整体“三废拔点”（即对市区内大量排放废水、废气和固体废弃物的工厂实施集中停产），上海益民食品一厂厂房正式搬迁至奉贤区。而原有的虹口区厂房则改建为上海益民食品一厂历史展示馆。2009年，益民食品一厂改进了制作绿豆、赤豆棒冰的技术，在连续、封闭式蒸煮、灌装、速冻等条件下完成生产。2011年，上海益民食品一厂被中华人民共和国商务部认定为中华老字号。
2015年8月17日，上海益民食品一厂历史展示馆经上海市人民政府批复同意，列为上海市第五批优秀历史建筑。
2018年12月，光明乳业宣布，将以1.43亿元人民币的价格，全资收购上海益民食品一厂的股权。

## 产品
早期上海益民食品一厂（及其前身海宁洋行）生产的食品品种有很多，有糖果（软糖、胶基糖）、棒冰、雪糕、冰淇淋、罐头（牛肉罐头、猪肉罐头）、军供口粮、脱水饼干、脱水蔬菜、巧克力和奶粉等。现时，上海益民食品一厂生产的产品以各种花式冰淇淋、冰霜、雪糕和棒冰为主。较为知名的产品有赤豆棒冰、绿豆棒冰、盐水棒冰（上海人统称“棒冰三兄弟”）、血糯米雪糕（最初由上海市郊的一家食品厂生产，2013年起，益民食品一厂开始生产该产品）、冰砖、娃娃雪糕、三色杯、雪宝等。
光明牌系列冷饮可在上海及周边城市的超市、大卖场、部分便利店、烟杂店购买，但在连锁便利店却难觅踪影，主要原因是光明冷饮一直采取低价策略有关，也意味着利润单薄，几乎无利可图。一些网友更是留言表示要求产品涨价，同时要求在天猫等平台销售。对此益民一厂表示，该厂没有提价的计划，只要消费者有需求公司会坚持生产，同时计划与连锁便利店合作。另外，天猫超市也对光明冰砖采取紧急补货措施。
益民一厂被光明乳业收购后，先后利用光明乳业的资源，推出了多款新产品，如“莫斯利安酸奶冰淇淋”、“鲜奶白雪冰砖”等。2020年，益民一厂发布“1+5品牌战略”，将全线产品划分为光明牌、熊小白、莫斯利安、优倍、大白兔、Bulla六个系列。2020年3月，上海益民食品一厂与大白兔奶糖合作推出大白兔雪糕，产品亦出口至美国纽约、洛杉矶、新加坡、香港等地。

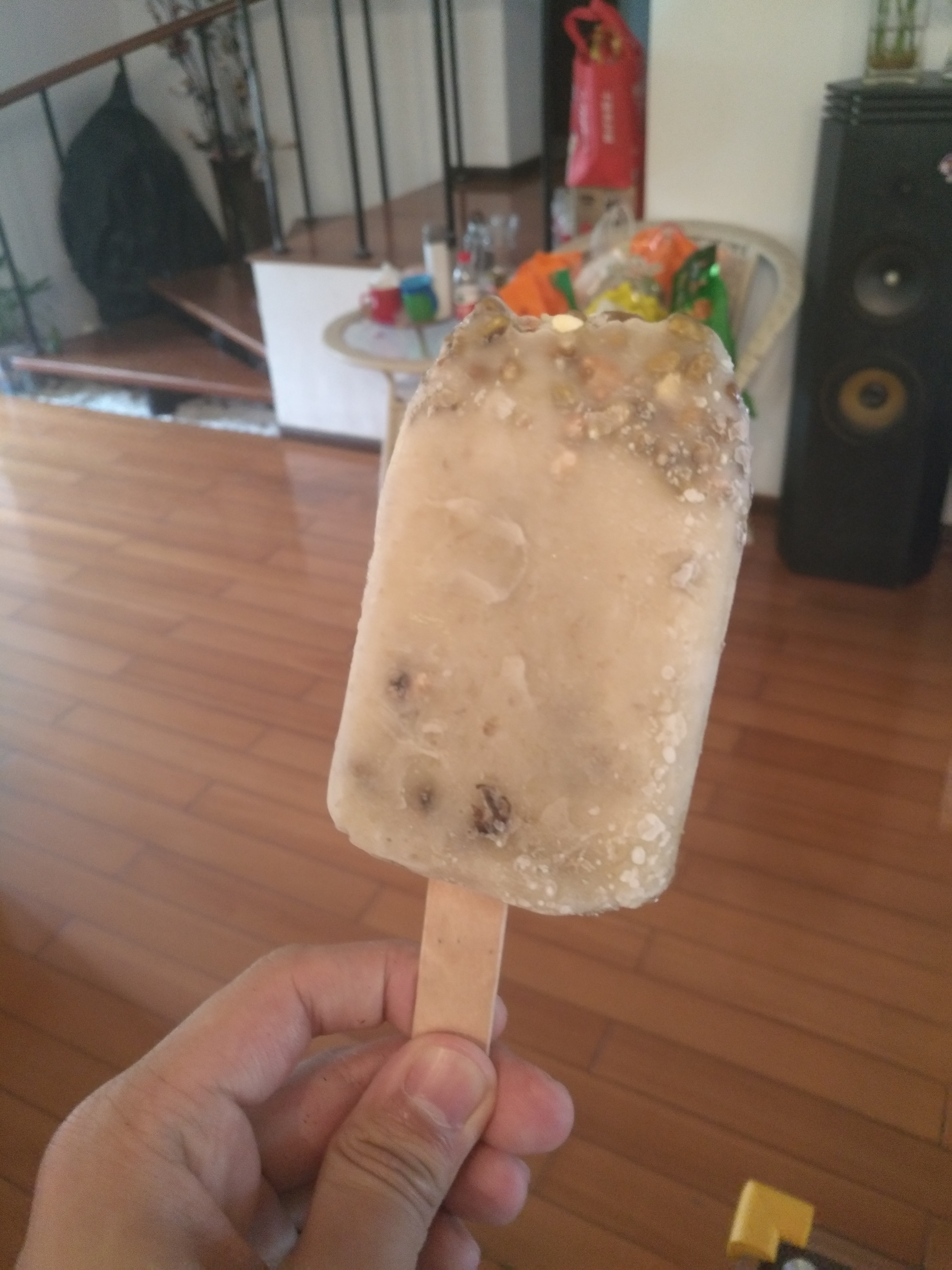
光明牌绿豆棒冰
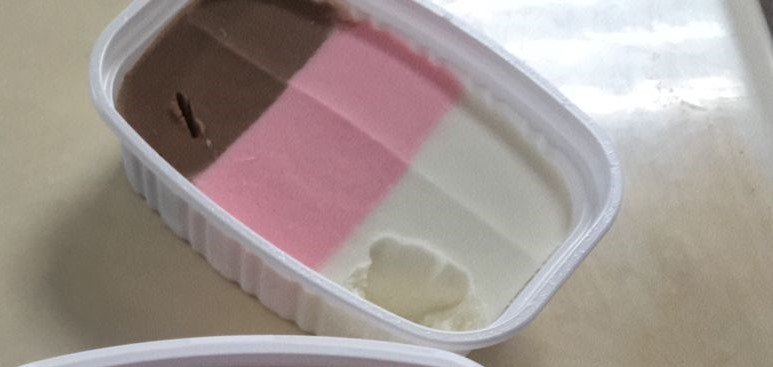
光明牌三色冰激凌
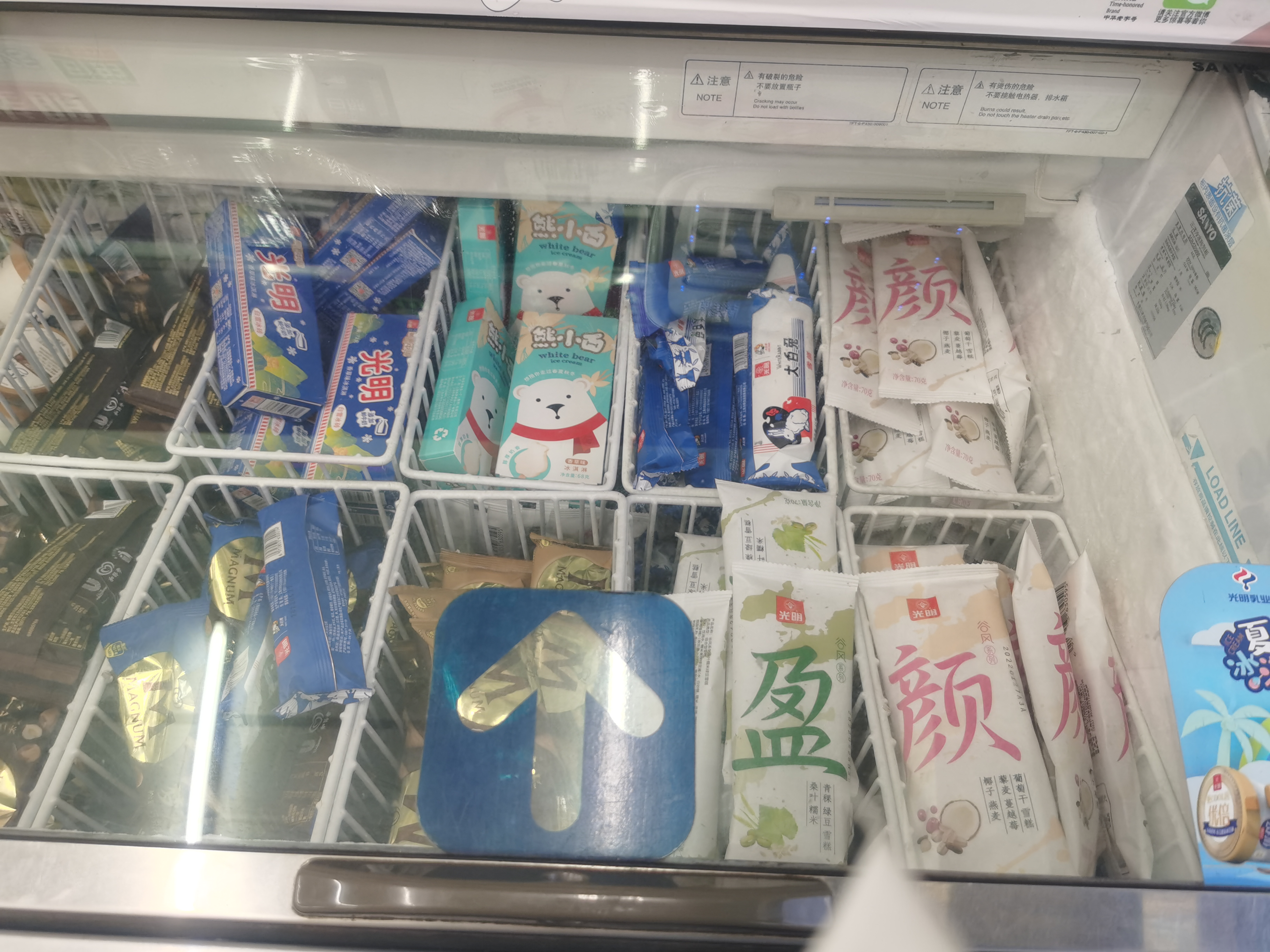
益民一厂新近推出的冷饮产品